# Нейгебауэр, Соломон
Соломон Нейгебауэр (нем. Salomon Neugebauer; лат. Salomon Neugebauer); называл себя из Кадана (de Cadano, a Cadan; ум. 1615) — прусский историк, писавший на латыни, в том числе о Русском царстве, в котором он никогда не был.
Был ректором школы в Коцке, на Любельщине, а до того, по некоторым данным, — домашним учителем в Польше и синдиком княжества Бриг.
Ему принадлежат, помимо прочих, следующие сочинения:
- «Historiae rerum polonicarum Libri V» (Франкфурт, 1611; посвящено истории Польши до 1444 года);
- «Historia rerum polonicarum concinnata et ad Sigismundum III usque deducta» (Ганновер, 1618; является дополненным изданием первого сочинения, в котором история Польши доведена до 1586 года; польскими учёными XIX века оценивалось невысоко[5]),
- «Moscovia, hoc est de origine, situ, regionibus, moribus Moscoviae Commentarius» («Московия, о её происхождении, расположении, местностях, нравах, религии и государственном устройстве»; Данциг, 1612, с картой; 2-е издание — 1613; в первой части книги в сжатом виде излагается русская история от Рюрика до убийства Лжедмитрия[6]; по некоторым предположениям, при написании этой работы он пользовался картой Меркатора[7]);
  - 1-я глава — история Российского государства;
  - 2 глава — о пределах Великого княжества Московского;
  - 3 глава — хорография Московии и особенности княжеств;
  - 4 глава — о провинциях и областях Московии.

Русский выборочный перевод профессора ярославского Демидовского лицея Н. Руднева был напечатан в Журнале Министерства народного просвещения (1836, кн. 9).
- «De re nummaria Polonorum» и «De vectigalibus regis Poloniae» (издание Эльзевира).

Перевёл часть хроники Иоахима Бельского.